# Петрова, Нинель Александровна
Нине́ль Алекса́ндровна Петро́ва (род. 15 марта 1924, Ленинград) — советская балерина, советский и российский балетный педагог. Народная артистка России (1999). Заслуженный деятель искусств России (1993).

## Биография
Родилась 15 марта 1924 года в Ленинграде. С 4 лет мечтала стать балериной. Этому решению способствовало общение с матерью Веры Фокиной, известной танцовщицы и жены знаменитого балетмейстера М. М. Фокина, проживавшей по соседству. Атмосфера, в которой прошли детские годы Петровой, повлияла и на её младшую сестру Елену, впоследствии ставшую танцовщицей лирико-характерного плана. В возрасте 9 лет Нинель Петрова поступила в школьную хореографическую группу известного педагога Н.Миримановой, которая посоветовала ей поступать учиться в Ленинградское хореографическое училище.
В 1934 году поступила в Ленинградское хореографическое училище, в котором училась с отличием у выдающихся педагогов Е. П. Снетковой-Вечесловой, Е. В. Ширипиной и Н. А. Камковой, а в выпускном классе — у самой А. Я. Вагановой. В 1944 году на выпускном спектакле в одноактном балете «Ромео и Джульетта» хореографа Л. В. Якобсона на музыку П. И. Чайковского начинающая балерина исполнила партию Джульетты. В ученической работе ярко проявилась основная черта дарования Петровой — светлая, одухотворённая лирика. Это свойство творческой индивидуальности артистки и определило в дальнейшем круг её ролей.
В 1944—1969 годах танцевала на сцене ЛАТОБ им. С. М. Кирова, в котором её постоянным педагогом-репетитором стала Т. М. Вечеслова. Исполняла ведущие партии в балетах хореографов Л. В. Якобсона, Р. В. Захарова, В. И. Вайнонена, В. М. Чабукиани, Л. М. Лавровского, Ю. Н. Григоровича, и др. Часто танцевала со своим мужем Аскольдом Макаровым (например, в балетах «Бахчисарайский фонтан», «Спартак», «Отелло», «Конёк-Горбунок»), впоследствии их сотрудничество продолжилось в театре «Хореографические миниатюры». На протяжении всей творческой деятельности много работала за рубежом.
С большим мастерством исполняла партии лирических героинь. Лирико-драматическая танцовщица высокой артистической культуры и одухотворённости, Петрова тонко передавала стилистику произведений. Лучшими партиями балерины стали Фея Сирени («Спящая красавица»), Жизель, Джульетта, Мария («Бахчисарайский фонтан»), Фригия («Спартак»), Нина («Маскарад»). В каждой из этих партий танец Петровой овеян чистотой и поэтичностью, соткан из прозрачных ажурных движений. Балерина наделяла своих героинь романтической приподнятостью, душевной нежностью, тонким изяществом, человеческой чистотой и цельностью.

Нинель Петрова — танцовщица по призванию, ярко, виртуозно танцевала во многих балетах классического и современного репертуара. Прелестное лицо танцовщицы напоминало лица мадонн в итальянской живописи эпохи Возрождения. «Идёт одна. Тиха, стройна. И улыбнётся словно невзначай», — кажется, так сказано у поэта. Будто о ней! Образы Невесты, юной Жены и Матери, Подруги, Спутницы жизни могли стать и становились символами её миссии в искусстве. Естественным путём, без подчёркнутости и натуги, поэтизировалась Избранница, стойко противостоящая злу. Такая женственность словно бы ступала на сцену из волшебной сказки и заставляла верить, что в реальной жизни всякое бывает. Обыкновенным людям надо бы лишь терпеливо разглядеть в себе сокровенное. — В. Красовская

Танец Петровой овеян чистотой и поэтичностью. Петрова — актриса думающая. Она пытливо, глубоко проникает в существо образа. Актриса хорошего вкуса, обладающая чувством меры.— Т. Вечеслова

Сильная сторона дарования Нинель Петровой — не в виртуозной технике, не в сверкающих фуэте, не в замирающих в воздухе полётах, а в той особого рода одухотворённой выразительности, которая позволяет средствами танца и пантомимы создавать правдивые образы, волнующие и увлекающие зрителей своей поэтичностью. — Л. Энтелис
В 1969—1971 годах являлась педагогом Ленинградского хореографического училища. В 1976—2001 годах являлась главным педагогом-репетитором театра «Хореографические миниатюры». С 1977 года — доцент. На балетмейстерском отделении ЛГК им. Н. А. Римского-Корсакова с 1971 года вела курс «Изучение спектаклей классического наследия», с 1971 года по настоящее время преподаёт актёрское мастерство и искусство репетитора.

### Семья
- Муж — народный артист СССР Аскольд Макаров (1925—2000), артист балета, педагог, балетмейстер, солист ЛАТОБ имени С. М. Кирова (1943—1970), педагог Ленинградского хореографического училища (1968—1977), профессор ЛГК им. Н. А. Римского-Корсакова, педагог и художественный руководитель труппы «Хореографические миниатюры».
- Сын — Александр Макаров (род. 1962), артист балета Большого театра (1980—1987), солист труппы «Хореографические миниатюры» (1987—2001). Заслуженный артист РФ (2002).
- Внучка — Ольга Макарова (род. 1996), артистка балета, балетный педагог.

## Репертуар

### Балетные партии
- 1944 — «Ромео и Джульетта» П. И. Чайковского, хореография Л. В. Якобсона — Джульетта (выпускной спектакль ЛХУ)
- «Шопенина» на музыку Ф. Шопена, хореография М. М. Фокина — прелюд и 7-й вальс
- «Спящая красавица» П. И. Чайковского, хореография М. Петипа — Фея Нежности, Фея Сирени
- «Жизель» А. Адана — Жизель, Монна
- «Дон Кихот» Л. Минкуса — Уличная танцовщица, Цветочница
- «Баядерка» Л. Минкуса, хореография М. Петипа в редакции В. И. Пономарёва и В. М. Чабукиани — 3-я вариация в акте «Тени»
- «Раймонда» А. К. Глазунова, хореография М. Петипа в редакции К. М. Сергеева — подруга Раймонды Клеманс, вариация в картине «Сон»
- «Лебединое озеро» П. И. Чайковского, хореография М. Петипа и Л. Иванова в редакции Ф. В. Лопухова — солистка в па-де-труа
- «Ромео и Джульетта» С. С. Прокофьева, хореография Л. М. Лавровского — Джульетта
- «Бахчисарайский фонтан» Б. В. Асафьева, хореография Р. В. Захарова — Мария
- «Пламя Парижа» Б. В. Асафьева, хореография В. И. Вайнонена — Мирейль де Пуатье
- «Спартак» А. И. Хачатуряна, хореография Л. В. Якобсона — Фригия (была в числе первых исполнительниц)
- «Отелло» А. Д. Мачавариани, хореография В. М. Чабукиани — Дездемона
- «Маскарад» Л. А. Лапутина, хореография Б. А. Фенстера — Нина (была в числе первых исполнительниц)
- «Каменный цветок» С. С. Прокофьева, хореография Ю. Н. Григоровича — Катерина
- «Красный мак» Р. М. Глиэра, хореография Р. В. Захарова — Тао Хоа
- «Медный всадник» Р. М. Глиэра — Параша, Царица бала
- «Лауренсия» А. А. Крейна, хореография В. М. Чабукиани — Хасинта
- «Конёк-Горбунок» Ц. Пуни, хореография М. Петипа и А. А. Горского в редакции Ф. В. Лопухова — Жемчужина
- «Тропою грома» К. Караева — Служанка
- «Тарас Бульба» В. П. Соловьёва-Седого, хореография Б. А. Фенстера — Панночка
- «Карнавал» — Коломбина
- «Клоп» Ф. Отказова и Г. Фиртича, хореография Л. В. Якобсона — Зоя Берёзкина (была в числе первых исполнительниц)
- «Вальпургиева ночь» в опере «Фауст» Ш. Гуно, хореография Л. М. Лавровского — Вакханка

### Концертный репертуар
Из балета «Хореографические миниатюры» Л. В. Якобсона:
- «Последняя песнь» на музыку Равеля (первая исполнительница)
- «Вечная весна» на музыку Дебюсси (первая исполнительница)
- «Слепая» на музыку М. Понсе в аранжировке Я. Хейфеца (была в числе первых исполнительниц)

Другие:
- «Гавот» на музыку Люлли, хореография В. И. Вайнонена

### Роли в кино
- 1940 — к/ф «Методика классического танца» (уроки А. Я. Вагановой)
- «Шопениана»

## Звания
- 1955 — Заслуженная артистка РСФСР[3][6]
- 1975 — Заслуженный деятель искусств Чувашской АССР[3][6]
- 1977 — Доцент[3][6]
- 1993 — Заслуженный деятель искусств России (27 июля 1993 года) — за заслуги в области искусства[10]
- 1999 — Народная артистка России (22 ноября 1999 года) — за большие заслуги в области искусства[2]
- 2024 — Орден «За заслуги перед Отечеством» IV степени (14 марта 2024 года) — за заслуги в развитии отечественной культуры и искусства, многолетнюю плодотворную творческую деятельность[11]